# RoboCop 2
RoboCop 2 és una pel·lícula estatunidenca de Irvin Kershner estrenada l'any 1990. És la continuació de RoboCop de Paul Verhoeven, estrenada l'any 1987. Ha estat doblada al català.

## Argument
Una nova droga circula pels carrers de Detroit, la Nuke. Està controlada per una secta que té com a gurú Cain.
L'OCP intenta una OPA sobre la ciutat de Detroit, que cada vegada té més per finançar-se. L'OCP té també com a projecte RoboCop 2, un nou ciborg, i busca trobar un bon assumpte per la cibernetització.
RoboCop, encara policia, prova d'enfrontar-se a la situació, al tràfic de drogues, a l'OCP i al seu nou projecte per protegir els ciutadans de Detroit.

## Repartiment
- Peter Weller: Oficial Alex J. Murphy / RoboCop
- Nancy Allen: Oficial Anne Lewis
- Dan O'Herlihy: El president de l'OCP, anomenat «el vell home»
- Tom Noonan: Cain
- Belinda Bauer: Dr. Juliette Faxx
- Felton Perry: Donald Johnson
- Gabriel Damon: Hob
- Willard E. Pugh L'alcalde Kuzac
- Jeff McCarthy: Holzgang
- Galyn Görg: Angie
- Ken Lerner: Tom Delaney
- Michael Medeiros: Catzo
- Robert DoQui: Sergent Warren Reed
- George Cheung: Gilette
- Stephen Lee: El sergent Duffy
- Phil Rubenstein: Poulos
- John Doolittle: Dr. Schenk
- Roger Aaron Brown: L'oficial Whittaker
- Tzi Ma: Tak Akita
- Wanda De Jesus: L'oficial Estevez
- Mario Machado: Casey Wong
- Leeza Gibbons: Jess Perkins
- Mark Rolston: Stef
- Thomas Rosales Jr.: Chet
- Brandon Smith: Flint
- John Glover: El venedor de Magnavolt
- Frank Miller: Frank (cameo)

## Producció

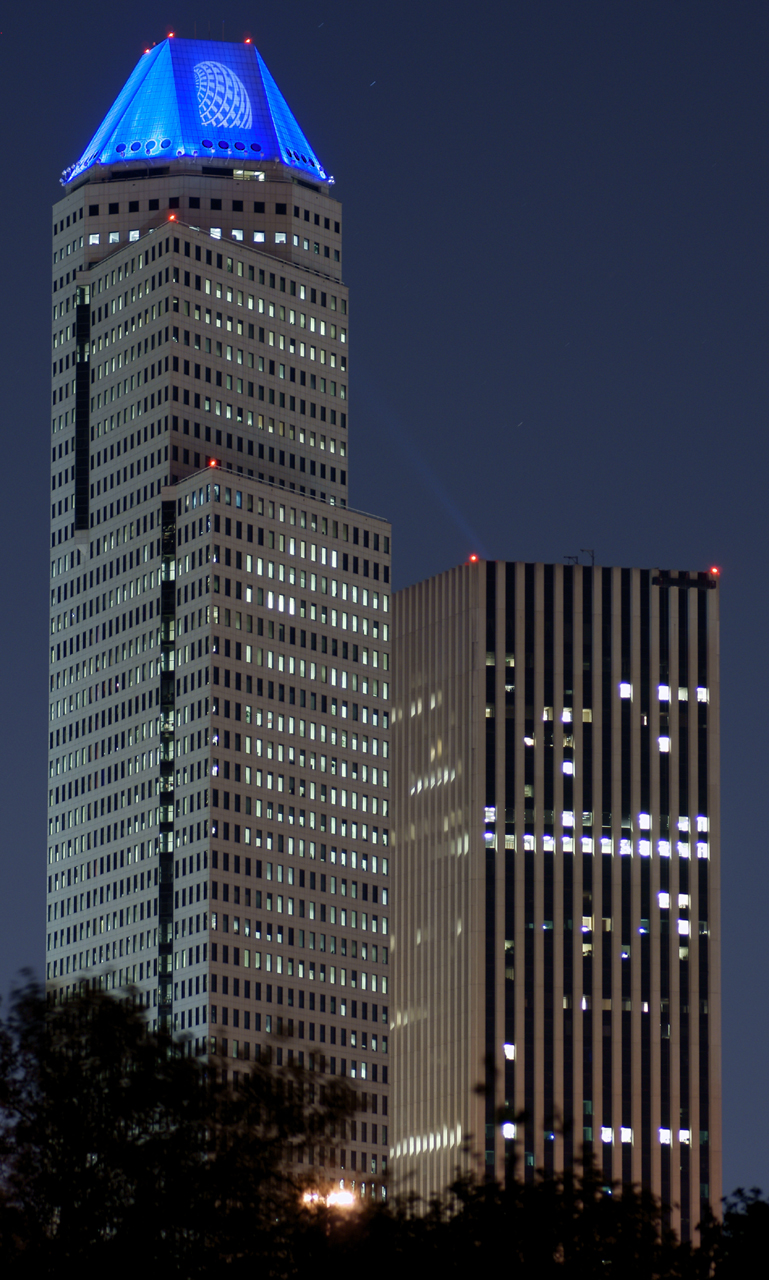
El Cullen Center a Downtown Houston (amb el Continental Center One i la KBR Tower) serveix de decorat al film.

### Desenvolupament
Paul Verhoeven, director del primer RoboCop, no estava molt entusiasmat amb la idea de dirigir una continuació. Li és doncs proposada a Tim Hunter, que abandona finalment el projecte durant la preproducció per diferències artístiques. El projecte és llavors proposat a Nils Gaup, que el rebutja. Irvin Kershner accepta finalment dirigir RoboCop 2.
El guió d'aquesta continuació és signat per Walon Green i Frank Miller, famós autor de còmics que inicia aquí la seva carrera cinematogràfica. És el productor Jon Davison qui l'ha cridat. Havia fet el mateix amb Alan Moore, altra figura important dels còmics. Edward Neumeier, coguionista del primer film, havia redactat un primer script, que no serà utilitzat aquí, però si a l'episodi pilot de la sèrie de televisió RoboCop el 1994. El guió de Frank Miller és tanmateix jutjat complex i costós. És remodelat considerablement, cosa que afecta molt l'autor. Decidirà més tard treure el seu script original en còmics.

### Càsting
Peter Weller utilitza, per última vegada, el vestuari de RoboCop. Nancy Allen fa servir el de l'oficial Lewis. L'actriu és tanmateix molt decebuda que el seu personatge estigui més en segon pla que en el primer film. En efecte, Irvin Kershner va decidir reduir l'actuació de Lewis.

### Rodatge
El rodatge va tenir lloc principalment a Houston, Texas. L'escena final és rodada al Houston Theater Districte així com al Wortham Theater Center i Alley Theatre. El Cullen Center és utilitzat per la seu de l'OCP. Alguns plànols són també del Bank of America Center.

### Música
Leonard Rosenman succeeix a Basil Poledouris, per la música del film.
Llista títols
1. "Overture: Robocop" – 6:02
2. "City Mayhem" – 3:37
3. "Happier Days" – 1:28
4. "Robo Cruiser" – 4:40
5. "Robo Memories" – 2:07
6. "Robo and Nuke" – 2:22
7. "Robo Fanfare" – 0:32
8. "Robo and Cain Chase" – 2:41
9. "Creating the Monster" – 2:47
10. "Robo I vs. Robo II" – 3:41

## Nominacions
- Premis Saturn 1991: millor film de ciència-ficció, millor jove actor per Gabriel Damon i millors efectes visuals[8]

## Al voltant de la pel·lícula
- L'assassí en sèrie Nathaniel White confessa a la policia després de la seva detenció que s'ha inspirat en el film RoboCop 2 pel seu 1er homicidi d'una noia l'any 1991.
- RoboCop 2 és el segon film de l'any 1990 que compta amb més morts (58) darrere de 58 minuts per viure (162).
- És l'últim film d'Irvin Kershner.[3][9]
- En una escena durant la qual RoboCop és reprogramat pel Dr. Faxx, es pot veure sobre la pantalla les xifres: "50 45 54 45 20 4B 55 52 41 4E 20 49 53 20 41 20 47 52 45 41 54 20 47 55 59". Convertit gràcies al codi ASCII, dona « PETE KURAN IS A GREAT GUY » (« Pete Kuran és un bon noi »). Peter Kuran és l'un dels membres de l'equip dels efectes visuals del film.[9]
- Robocop és atret per un imant en un moment del film, cosa que hauria de ser impossible perquè ha compost de titani, metall insensible als imants en la seva forma pura.
- Quan el Dr. Faxx el programa es pot llegir a la directiva: " 262: Avoid Orion meetings " el que significa " Eviteu les reunions d'Orion " una referència a la productora Orion Pictures.[9]